# Couargues
Couargues ist eine französische Gemeinde mit 197 Einwohnern (Stand: 1. Januar 2022) im Département Cher in der Region Centre-Val de Loire. Sie gehört zum Arrondissement  Bourges und zum Kanton  Sancerre.

## Lage
Couargues liegt etwa 47 Kilometer nordöstlich von Bourges an der Loire. Umgeben wird Couargues von den Nachbargemeinden Tracy-sur-Loire im Norden, Pouilly-sur-Loire im Osten, Herry im Süden, Saint-Bouize im Westen sowie Thauvenay im Nordwesten.

## Bevölkerungsentwicklung
| Jahr                      | 1962 | 1968 | 1975 | 1982 | 1990 | 1999 | 2006 | 2013 |
| Einwohner                 | 277  | 238  | 224  | 211  | 207  | 228  | 224  | 198  |
| Quelle: Cassini und INSEE |      |      |      |      |      |      |      |      |

## Sehenswürdigkeiten
- Kapelle Notre-Dame-du-Val-de-Loire
- Ehemaliges Pfarrhaus